# Affaire Laurence Maille
 (juin 2024).
L'affaire Laurence Maille, également appelée affaire John Szablewski, est une affaire criminelle française concernant le meurtre de Laurence Maille, compagne de John Szablewski, domiciliée à Farbus dans le Pas-de-Calais. Le corps de la victime est retrouvé le 5 décembre 2007 dans le bois de Vimy.
John Szablewski, alors âgé de 29 ans, appuyé par les collègues de travail de la disparue, lançait un avis de recherche relayé par la justice. Les gendarmes ratissent la région, jusqu'au 5 décembre 2007 où cédant à la pression des enquêteurs, l'ex-compagnon mène les enquêteurs où il a enterré Laurence Maille.
John Szablewski a multiplié les versions. Il dit avoir découvert Laurence Maille morte étranglée au pied du lit, un jour en rentrant à la maison. Craignant d'être soupçonné, il l'aurait enterrée en pleine nuit. En mars 2011, lors du procès, il avoue le crime mais il se défend en misant sur la thèse de l’accident à la suite d'une dispute.

## Les faits
Partie promener son chien dans l'après-midi, Laurence Maille alors âgée de 36 ans disparait. 
Le 28 novembre 2007, John Szablewski signale la disparition de sa compagne appuyé par les collègues de travail de la disparue. Donnant lieux à des recherches par la gendarmerie.
Jusqu'au 5 décembre après perquisition du domicile, des traces de sang sont découvertes par les enquêteurs dans la chambre à coucher du couple. John Szablewski est placé en garde à vue et avoue avoir dissimulé le corps de Laurence Maille dans un bois de Vimy. 
Malgré tout il nie avoir tué sa compagne, il explique l'avoir enterré après son suicide, il dit lui avoir recouvert la tête d'un sac plastique ne supportant pas de lui jeter de la terre au visage. 
En mars 2011, lors du premier jour de son procès, il admet avoir tué Laurence Maille en l'étranglant avec son collier. Mais il se défend en misant sur la thèse de l’accident à la suite d'une dispute. Il est finalement condamné à trente ans de réclusion criminelle assortie d’une période de sûreté de vingt ans. Sa peine est confirmée le 8 février 2012 par la cour d'appel de Douai, qui ajoute à la peine un suivi socio-judiciaire pendant 10 ans après sa sortie de prison et le paiement de 40 000 euros de dommages et intérêts aux parents de Laurence Maille,. 